# Hamlet (film, 1964, Colleran-Gielgud)
Pour les articles homonymes, voir Hamlet (homonymie).
Pour plus de détails, voir Fiche technique et Distribution.
Hamlet est un film américain réalisé par Bill Colleran et John Gielgud, sorti en 1964.

## Fiche technique
- Titre original : Hamlet
- Pays d'origine :  États-Unis
- Année : 1964
- Réalisation : Bill Colleran et John Gielgud
- Histoire : William Shakespeare, d'après sa pièce éponyme
- Production : Alfred W. Crown, John Heyman et William Sargent Jr.[1]
- Société de production : Theatrofilm
- Société de distribution : Warner Bros. (États-Unis)
- Photographie : Bill Colleran
- Montage : Bruce B. Pierce
- Costumes : Jane Greenwood
- Langue : anglais
- Format : Noir et blanc – 1,33:1 – Mono – 35 mm
- Genre : drame
- Durée : 191 minutes
- Dates de sortie :
  -  États-Unis : 23 septembre 1964

## Distribution
- Richard Burton : Hamlet
- Eileen Herlie : Gertrude
- Alfred Drake : Claudius
- Robert Milli : Horatio
- Hume Cronyn : Polonius
- John Cullum : Laertes
- Linda Marsh : Ophélie
- Michael Ebert : Francisco / Fortinbras
- William Redfield : Guildenstern
- George Rose : Premier fossoyeur
- George Voskovec : Player King
- Philip Coolidge : Voltemand